# Konwencja o prawach człowieka i biomedycynie
Konwencja o prawach człowieka i biomedycynie (pełna nazwa: „Konwencja o ochronie praw człowieka i godności istoty ludzkiej w dziedzinie zastosowania biologii i medycyny”, w literaturze często używana jest nazwa „Europejska Konwencja Bioetyczna”) – jedna z konwencji Rady Europy, zawarta 4 kwietnia 1997 r. w hiszpańskim mieście Oviedo. Konwencja jest podstawowym dokumentem na kontynencie europejskim regulującym trudne sprawy z pogranicza medycyny, etyki i prawa. Konwencja obowiązuje od 1 grudnia 1999 r. Została ratyfikowana przez 30 państw europejskich (Polska nie jest jeszcze stroną tej Konwencji, choć już ją podpisała w 1999 r. – potrzebna jest jeszcze ratyfikacja).
Zawiera ona jedynie najważniejsze zasady, bowiem zamiarem jej twórców było, aby stanowiła ona ramy prawne dla tematyki zastosowania biologii i medycyny, a bardziej szczegółowe rozwiązania prawne byłoby zawierane w kolejnych protokołach dodatkowych.
Język autentyczny : angielski i francuski, depozytariuszem jest Sekretarz  Generalny Rady Europy (art. 33).
Konwencja reguluje kwestie:
- wyrażania zgody na ingerencję we własne zdrowie
- ochronę życia prywatnego i prawa do informacji w zakresie ochrony zdrowia
- genotypu (genomu) ludzkiego
- badań naukowych z wykorzystaniem ludzi
- transplantacji.

## Podstawowe zasady Konwencji

### 1. Ochrona godności ludzkiej
Konwencja w artykule 1 potwierdza ochronę godności i tożsamości wszystkich ludzi i gwarantuje każdemu człowiekowi – bez jakiejkolwiek dyskryminacji – poszanowanie jego integralności i praw przy używaniu biologii i medycyny.

### 2. Zasada prymatu osoby
W biomedycynie, a zwłaszcza w badaniach naukowych z tej dziedziny, może zaistnieć konflikt pomiędzy interesami jednostki (indywidualnego człowieka) a interesami społeczeństwa jako ogółu. Konwencja wyżej stawia interes jednostki, proklamując zasadę prymatu osoby. Nie można więc prowadzić badań naukowych kosztem człowieka.

### 3. Zasada sprawiedliwego dostępu do ochrony zdrowia
Zasada sprawiedliwego dostępu do ochrony zdrowia oznacza taki dostęp, jaki jest zgodny z medycznymi potrzebami określonej osoby. Ochrona zdrowia rozumiana jest tu szeroko, jako: zabiegi diagnostyczne, zapobiegawcze, lecznicze i rehabilitacyjne.

## Zgoda osoby na interwencję medyczną
Konwencja wymaga, aby każda interwencja medyczna w stan zdrowia osoby była poprzedzona wyrażeniem przez nią zgody. Taka osoba musi zostać wcześniej poinformowana o celu i naturze interwencji, a także o ryzyku, jakie ona może nieść ze sobą. Informacje muszą być przekazane w sposób jasny i zrozumiały, tak aby pacjent świadomie mógł podjąć decyzję o interwencji medycznej.
Zgoda osoby na interwencję medyczną może przybrać rozmaite formy, może być wyraźna (ustna albo pisemna), a nawet dorozumiana – z reguły będzie to zależało od charakteru i doniosłości interwencji, która ma być przeprowadzona. Przy wielu czynnościach medycznych o charakterze rutynowym wymaganie wyraźnej zgodny byłoby niepotrzebne. Z samego zachowania pacjenta może wielokrotnie domniemywać, iż zgadza się na interwencję, przykładowo – został poinformowany o celu i zakresie badań medycznych, po czym dobrowolnie udał się do gabinetu, w którym wykonano szereg nieinwazyjnych testów.

## Prawo do informacji o stanie zdrowia
Wywodzone jest z szerszego prawa do poszanowania życia prywatnego, w kontekście europejskim wywodzone przede wszystkim z art. 8 Europejskiej konwencji praw człowieka. Każdy ma prawo do poznania wszelkich informacji o stanie swojego zdrowia. Zakłada się także, iż to osoba jest dysponentem informacji o sobie i – co do zasady – bez jej zgody informacje o stanie jej zdrowia nie powinny być przekazywane innym osobom. Istnieją naturalne ograniczenia tego prawa, np. sąd ma prawo zlecić testy, których wyniki mogą pomóc ustalić sprawcę przestępstwa.
Dopełniającym elementem prawo do informacji o stanie zdrowia jest prawo do niebycia poinformowanym. Każda osoba ma prawo życzyć sobie, aby nie być poinformowanym – i takie życzenie powinno zostać spełnione. Także w tym przypadku możliwe są ograniczenia tego prawa – w interesie samej osoby (np. informacja o predyspozycji do pewnej choroby, jeżeli przekazanie informacji jest konieczne do zapobieżenia negatywnym skutkom braku działania) lub w interesie innych osób (np. informacja o byciu chorym na chorobę zakaźną).

## Genotyp ludzki i inżynieria genetyczna
Zakazuje się dyskryminacji osoby ze względu na materiał genetyczny. Testy genetyczne mają być wykonywane tylko do celów zdrowotnych lub badań medycznych (związanych z celami zdrowotnymi).

Ingerencja w materiał genetyczny może być przeprowadzona jedynie ze względów terapeutycznych, profilaktycznych lub diagnostycznych. Zabrania się wprowadzania zmian dziedzicznych.

## Badania naukowe
Rozdział V Konwencji dotyczy w całości badań naukowych, których eksperymenty lub część eksperymentów są prowadzone na ludziach (pacjentach). Konwencja uznaje, że ochrona istoty ludzkiej stanowi nadrzędną zasadę w stosunku do generalnej zasady swobody prowadzenia badań naukowych. Przeprowadzanie eksperymentów naukowych na  ludziach jest dopuszczalne, o ile zostaną spełnione wszystkie następujące warunki:
–  brak jest metody o porównywalnej skuteczności, 
–  ryzyko dla osób poddanych badaniom jest proporcjonalne do potencjalnych korzyści wynikających z tych badań,
–  projekt badań został zatwierdzony przez właściwą instytucję (również pod względem etycznym)
–  każda osoba poddawana badaniom jest informowana o swoich prawach,
–  każda osoba poddawana badaniom wyrazi na nie zgodę, którą dodatkowo można swobodnie wycofać. 
Obowiązek spełnienia wszystkich warunków jest wymagany od ośrodka który prowadzi badania naukowe na ludziach.
Dopuszcza się badań na osobach, które nie są zdolne do wyrażenia zgody pod dodatkowymi warunkami, w tym pod warunkiem, że dana osoba nie wyrazi sprzeciwu.
Konwencja zabrania prowadzenia badań, co do których wiadomo, że nie przynoszą znacznego postępu w wiedzy naukowej (np. badania nad działaniem trucizn na ludzi w różnym wieku, badanie skuteczności tortur, badania nad spożywaniem przez ludzi ludzkiego mięsa), a także badań, co do których istnieje konsensus, że stwarzają duże ryzyko lub stanowią duże obciążenie dla osoby jej poddawanej (np. celowe odmrażanie lub wywołanie poparzeń, wykorzystanie głodzenia, badania w wykorzystaniem rażenia prądem elektrycznym, amputacja kończyn w celach naukowych).
Konwencja w art. 18 dopuszcza badania na embrionach, ale zabrania tworzenia embrionów ludzkich do celów naukowych.

## Protokoły dodatkowe
Do tej pory przyjęto 4 protokoły dodatkowe do Europejskiej Konwencji o Prawach Człowieka i Biomedycynie:
- Protokół dodatkowy o zakazie klonowania istot ludzkich, otwarty do podpisu w Paryżu 12 stycznia 1998 r., wszedł w życie 1 marca 2001[4];
- Protokół dodatkowy dotyczący transplantacji organów i tkanek pochodzenia ludzkiego, otwarty do podpisu w Strasburgu 24 stycznia 2002 r., wszedł w życie 1 maja 2006 r.[5];
- Protokół dodatkowy dotyczący badań biomedycznych, otwarty do podpisu w Budapeszcie 25 stycznia 2005 r., wszedł w życie 1 września 2007 r.[6]
- Protokół dodatkowy dotyczący testów genetycznych dla celów zdrowotnych, otwarty do podpisu w Strasburgu 27 listopada 2008 r., wszedł w życie 1 lipca 2015 r.[7]